# دادلی (ویسکانسین)
دادلی (به انگلیسی: Dudley) یک منطقهٔ مسکونی در ایالات متحده آمریکا است که در شهرستان لینکلن، ویسکانسین واقع شده‌است. دادلی ۴۴۸٫۰۶ متر بالاتر از سطح دریا واقع شده‌است.